# Giuseppe Falzone
Giuseppe Falzone del Barbarò (Breme, 8 aprile 1916 – 1980) è stato un partigiano italiano.

## Biografia
Ufficiale di carriera nell'esercito, all'inizio del 1944 si unì ai partigiani, dapprima in Valle Pesio e poi in Val Sangone. Qui il 10 maggio 1944 fu ferito nella difesa dell'alpeggio Sellery presso il Colle della Roussa, durante un rastrellamento nazifascista. Dopo la morte di Sergio De Vitis assunse il comando della Brigata Sandro Magnone, dimostrando buone doti organizzative.  Al momento dell'insurrezione di Torino, gli uomini di Falzone furono i primi a entrare in Torino il 27 aprile 1945 ingaggiando un violento conflitto. 
Dopo la Liberazione si rese promotore del recupero delle salme dei partigiani caduti in Val Sangone e della realizzazione dell'Ossario di Forno di Coazze. Alla sua morte ha lasciato all'Archivio di Stato di Torino un imponente archivio di documentazione sull'attività partigiana in Val Sangone.